# Philip Hayes (Komponist)

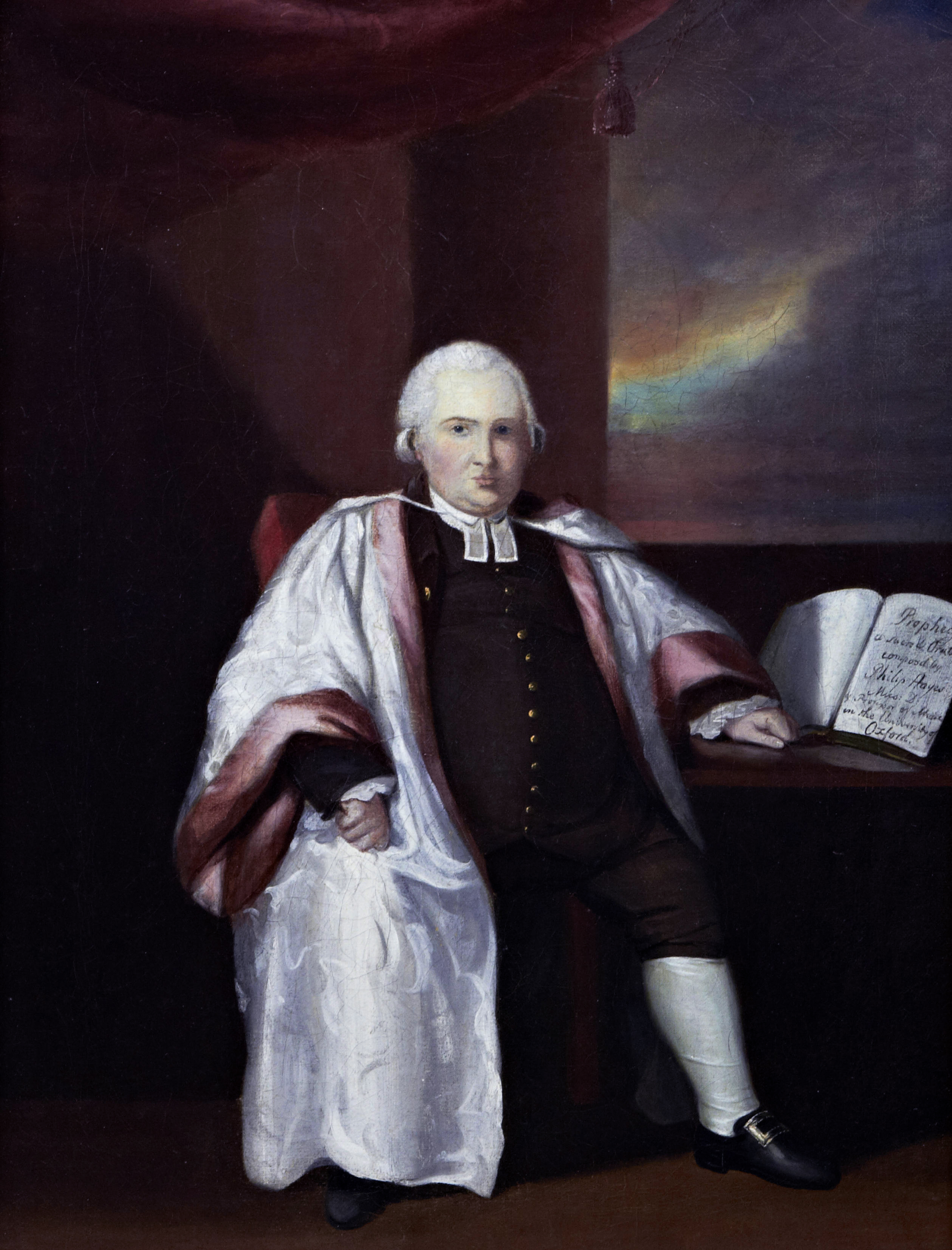
Philip Hayes

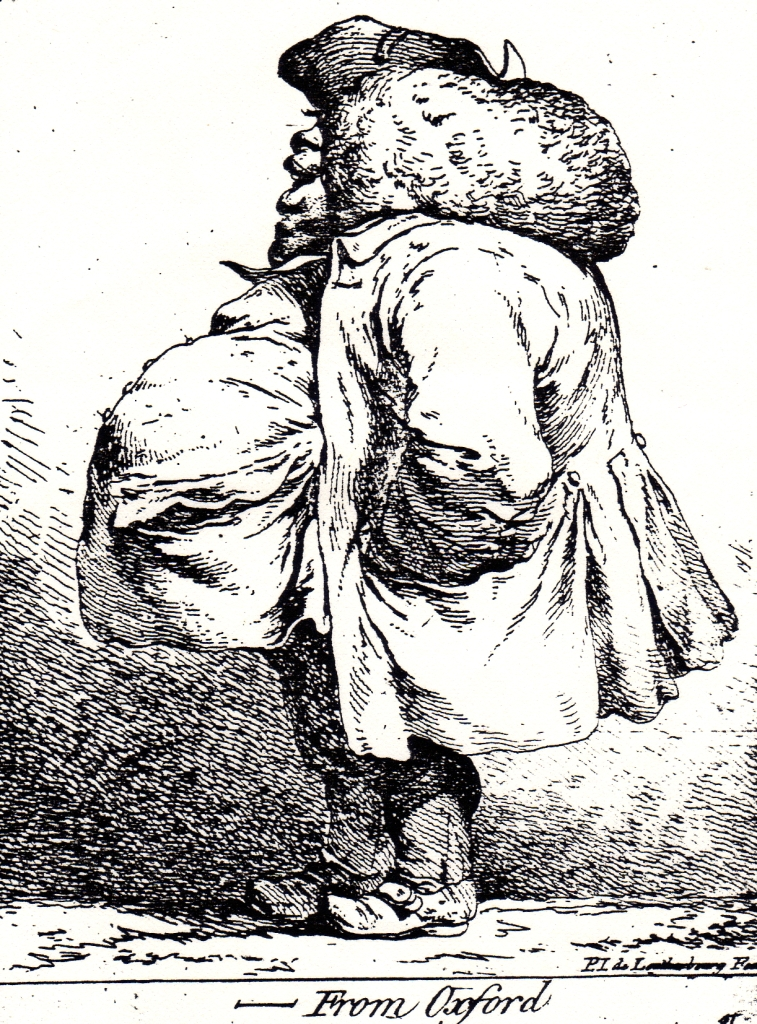
Philip Hayes. Karikatur von Philipp Jakob Loutherbourg d. J. (1790)

Philip Hayes (getauft 17. April 1738 in Oxford; † 19. März 1797 in London) war ein englischer Komponist, Organist, Sänger und Dirigent.

## Leben
Seine frühe musikalische Ausbildung wurde von seinem Vater, dem Komponisten William Hayes überwacht. Für seine Masque Telemachus wurde er mit dem Titel eines B.Mus. ausgezeichnet. 1777 erwarb er ein Doktorat. In der Londoner Chapel Royal sang er ab 1767, kehrte jedoch 1776 nach Oxford zurück, um die Stelle des Organisten am New College anzunehmen und seinem kränkelnden Vater zu assistieren, dessen Nachfolger als Professor für Musik er 1777 wurde. Er ersetzte ihn auch als Organist am Magdalen College und der Universitätskirche. 1790 kam die Stellung als Organist am St John’s College hinzu. Seine „Vorlesungen“ als Professor bestanden aus speziell komponierten Oden und Oratorien, die an der Oxford Music School aufgeführt wurden. 1780 wurde er Leiter des Festival of the Sons of the Clergy, das an der St Paul’s Cathedral abgehalten wurde, und 1791 stand er dem Besuch Joseph Haydns in Oxford vor. Als Dirigent war er einer der ersten britischen Musiker, die ein zusammengerolltes Blatt Papier verwendeten, um den Takt zu schlagen. Aber am bekanntesten war er für seine schwierige Persönlichkeit und seine Leibesfülle. Seine regelmäßigen Reisen nach London in einer Postkutsche blieben von Spöttern in Oxford nicht unbemerkt, die alsbald für Phil Hayes – wie er allgemein genannt wurde – den Spitznamen Fill Chaise („Kutschenfüller“) erfanden. Philippe Jacques de Loutherbourg zeichnete 1790 eine Karikatur von ihm, die einfach mit --- From Oxford unterschrieben war.
Hayes’ musikalische Sprache kombinierte Respekt für spätbarocke Formen, wie sie von Komponisten wie Georg Friedrich Händel praktiziert wurden, mit einer klaren Auffassung frühklassischer Stile. Er war auch an der Musik früherer Generationen interessiert – besonders an Henry Purcell und seinen Zeitgenossen – und erweiterte die Musikbibliothek beträchtlich, die er von seinem Vater geerbt hatte. Seine Werke zeigen einen erfindungsreichen Instrumentationsansatz: von 1763 an verwendete er regelmäßig Klarinetten, und seine sechs Konzerte für Tasteninstrumente (1769) waren die ersten in England veröffentlichten Werke, die die Möglichkeit der Aufführung auf frühen Klavieren boten. Nach seinem Tod wurden die unveröffentlichten Manuskripte seiner Kompositionen, zusammen mit den Werken seines Vaters, der Bodleian Library in Oxford übergeben.

## Rezeption
Hayes’ vierstimmiger Kanon By the Waters of Babylon über den Text des 137. Psalms  lieferte die Vorlage für den dreistimmigen Kanon, der zunächst von Lee Hays unter dem Titel Psalm 137 für die Weavers bearbeitet und später von Don McLean unter dem Titel Babylon auf dessen Album American Pie (1971) aufgenommen wurde. Derselbe Kanon wird auch als „Friedenskanon“ auf den deutschen Text Nach dieser Erde wäre da keine („Lied gegen die Neutronenbombe“) von Gerd Kern von der DDR-Liedergruppe Oktoberklub gesungen. Diese Textfassung wurde ab Anfang der 1980er Jahre durch die Friedensbewegung auch in Westdeutschland populär.

## Wichtige publizierte Werke
- Six Concertos. 'for the Organ, Harpsichord or Forte-Piano', London 1769.
- Six Sonatas. 'for Harpsichord or Pianoforte with an accompaniment for Violin', op. 2, London 1774.
- The Muses Delight. Catches, Glees, Canzonets and Canons. London 1786(archive.org)
- Sixteen Psalms. Oxford, 1788.
- Catches and Glees: The Muses Tribute to Beauty. London, 1789.
- Eight Anthems. Oxford, 1803.
- über 20 Lieder, zwischen 1769 und 1794 separat veröffentlicht

## Diskografie
- Organ Concerto No. 2 in B flat, Stephen Farr, London Bach Consort, 1995, (Meridian CDE 84295)
- Piano Concerto No. 4 in A major, Paul Nicholson, Parley of Instruments, 1993, (Hyperion: Helios CDH55341)
- Piano Concerto No. 4 in A Major, David Owen Norris, Sonnerie, 2002, (Avie AV0014)